# Roland Zöffel
Roland Zöffel (Münster, Alemanya, 17 d'agost de 1938) va ser un ciclista suís, que fou professional entre 1963 i 1967. Com amateur, va participar en els Jocs Olímpics de 1960 a Roma.

## Palmarès en ruta
- 1961
  - Vencedor d'una etapa a la Volta a Tunísia
- 1964
  - Vencedor d'una etapa al Giro de Sardenya

## Palmarès en pista
- 1962
  -  Campió de Suïssa amateur en persecució
- 1963
  -  Campió de Suïssa en persecució
- 1964
  -  Campió de Suïssa en persecució